# Sclerhelia hirtella
Espèce
Statut CITES
Sclerhelia hirtella est une espèce de coraux appartenant à la famille des Oculinidae.